# Anelli vascolari
Gli  anelli vascolari  in campo medico, sono l'insieme di malformazioni che riguardano l'arteria polmonare oppure l'arco aortico 

## Tipologia
Gli anelli vascolari vengono causate da anomalie cardiache, le più frequenti sono:
- Doppio arco aortico, il più diffuso;
- Arco aortico destro, solitamente si rivela in coppia con un diverticolo di Kommerell;
- Origine anomala dell'arteria succlavia di destra;
- Aorta discendente retroesofagea;
- Arteria polmonare (SLING).

## Sintomatologia
La gravità dei sintomi che la persona riscontra sono causati dalla gravità della costrizione anatomica, quindi si hanno stridore, disfagia, cianosi.

## Esami
- Radiografia del torace, dove si evidenzia un probabile restringimento delle vie aeree;
- ECG, di solito la sua rappresentazione non mostra anomalie;
- Ecocardiografia, un esame che fornisce una dettagliata situazione
- Risonanza magnetica, l'esame migliore per valutare la situazione dell'aorta nella persona;
- Tomografia computerizzata spirale, fornisce dettagli maggiori

## Terapia
Il trattamento di solito è chirurgico, soprattutto nei neonati, fra di esse per alcune tipologie la toracotomia sinistra è quella adottata. In alternativa si sta diffondendo l'utilizzo della toracoscopia video-assistita